# Dialekt rezjański

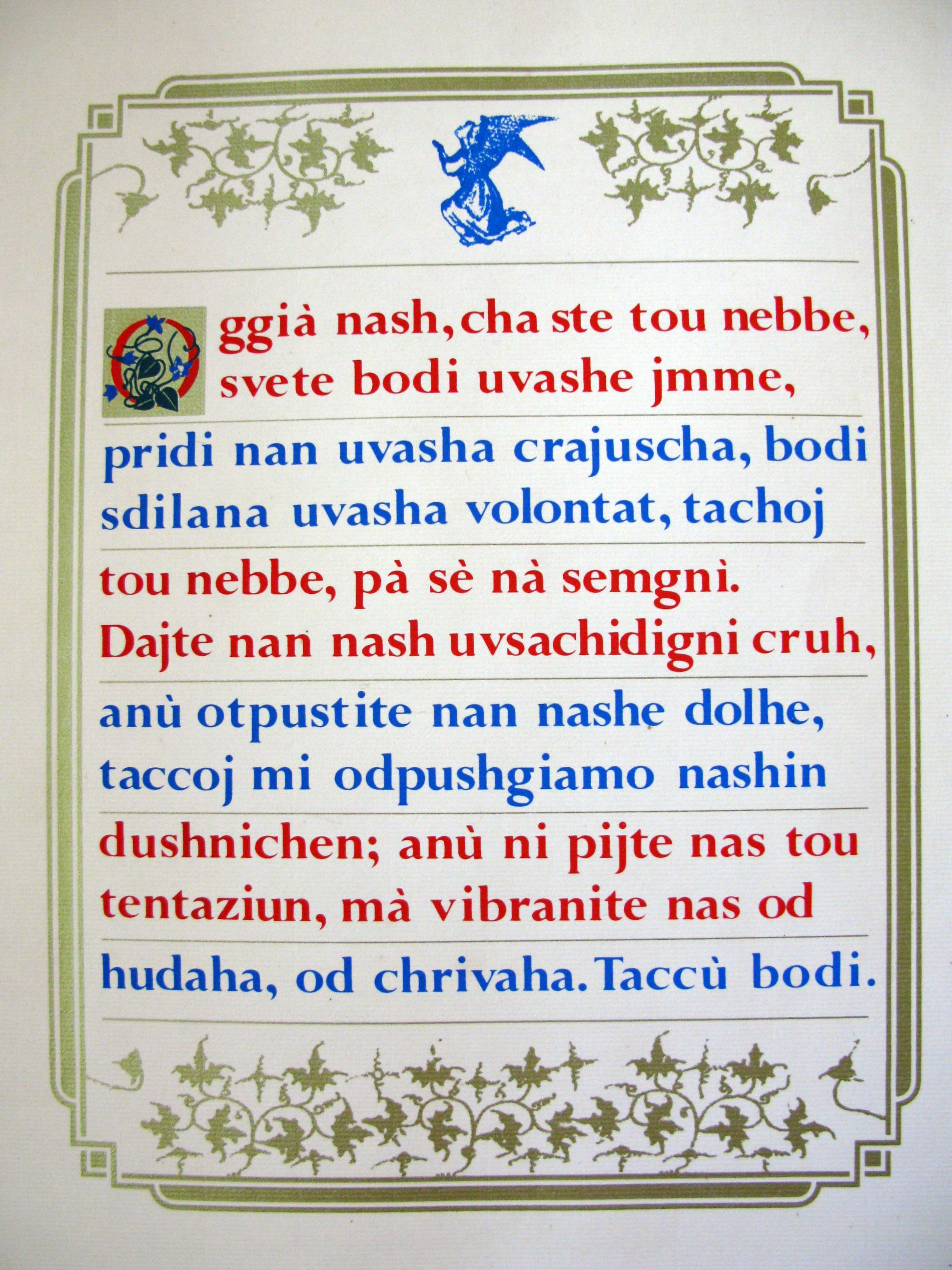
Modlitwa Pańska po rezjańsku

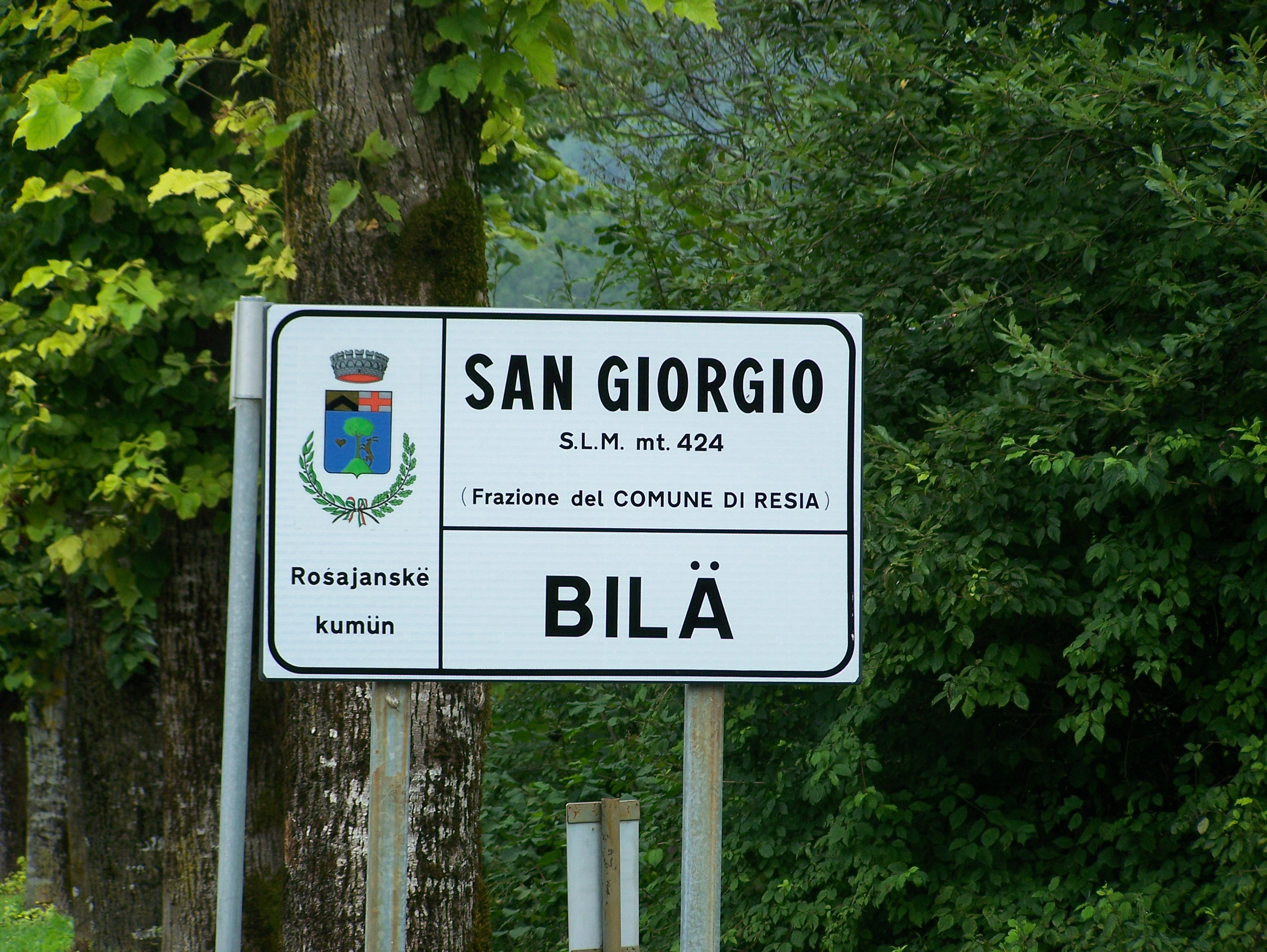
Dwujęzyczny napis w dolinie Rezji

Dialekt rezjański (słoweń. rezijansko narečje lub rezijanščina, samonazwanie: rozajanski langač/lengač) – dialekt słoweński należący do grupy dialektów karynckich, choć mocno związany także z grupą dialektów przymorskich. Zachowany jest szczątkowo na obszarze włoskich Alp Julijskich w dolinie małej rzeki Rezji wpadającej do Beli (wł. Fella). Używa go resztka ludności słoweńskiej, zamieszkująca dawniej większy obszar i łącząca się poprzez Dolinę Kanalską ze Słoweńcami karynckimi, jednak łączność ta zanikła w wyniku kolonizacji friulskiej.
Pod względem językowym jest to jeden z najbardziej odrębnych i archaicznych dialektów słoweńskich, związany najbliżej z dialektem zilskim oraz terskim.
Znanym badaczem dialektu rezjańskiego był Jan Baudouin de Courtenay.

## Cechy językowe
Dialekt rezjański, z racji swojego peryferyjnego położenia, wykazuje szereg charakterystycznych tylko dla siebie właściwości. Do szczególnych cech fonetyki dialektu rezjańskiego należą: 
- harmonia wokaliczna (wyjątkowa dla całej słowiańszczyzny, spotykana tylko w dialekcie prekmurskim, choć na mniejszą skalę) oparta na dostosowaniu się samogłosek nieakcentowanych do akcentowanych, np. rîč ‘rzecz’, dop. l. mn. ričî ‘rzeczy’, ale narz. l. poj. račjô ‘rzeczą’ < psł. *rečь, *rečьjь, *rečьjǫ; kozà ‘koza’, ale w liczbie podwójnej dv́î közœ̀ ‘dwie kozy’ < psł. *koza, *dvě kozě; žanà ‘kobieta, żona’, ale dv́î žœnœ̀ ‘dwie kobiety’ < psł. *žena, *dvě ženě; ḿîsu ‘mięso’ < psł. *męso, ale lœ̀to ‘lato’ < psł. *lěto; nistȉt ‘nieść’ < psł. *nesti[6],
- obecność samogłosek średniojęzykowych niskich œ, ö, ü, y, np. dœ̀sat, cœ̀sta, ö̀kö, kjü̂č, lýstje~lîstje < psł. *desętь, *cěsta, *oko, *kľučь, *listьje, por. słoweń. desε̂t, cẹ́sta, okộ, kljúč, lístje, powstałych z akutowanych lub nowoakutowanych samogłosek odpowiednioě i e, o, u, i[7],
- przejście psł. *ě (jać) oraz *e w sylabie długiej w ī, np. lîp, lît, brîk < psł. *lěpъ, *ledъ, bergъ, słoweń. lep, led, breg[3],
- przejście długiego, akcentowanego ō w ū, np. vûs, nûť < psł. *vozъ, *noťь, słoweń. voz, noč[3],
- zwężenie ē (< *e, *ę, *ъ, *ь) > ī oraz ō (< *o, *ǫ) > ū w pozycji po spółgłosce nosowej, np. ḿísu ‘mięso’, ḿíša ‘msza’, mûž ‘mężczyzna, mąż’, múj ‘mój’ < psł. *męso, *mьša, *mǫžь, *mojь, por. słoweń. meso, meša, mož, moj[8],
- rozwój jerów w sylabach długich w wąskie ẹ (lub niekiedy i), zaś w krótkich w a, np. tệst, bệs, dîn, dȁš, ovȁs < psł. *tъstь, *bъzъ, *dьnь, *dъždžь, *ovьsъ, por. słoweń. tast, bez, dan, dež, oves[7],
- zachowanie głoski ť i grupy šť jako kontynuantów prasłowiańskich *ť, *šč (*tj, *stj), np. léťa ‘soczewica’, sv́îťa ‘świeca’, sràťat ‘spotykać’, téšťa ‘teściowa’ < psł. *lęťa, *svěťa, *sъrěťati, *tъšča, por. słoweń. leča, sveča, srečati, tašča[9],
- spirantyzacja *g do ɣ, ħ lub wręcz jej zanik, np. boħȁt~boȁt < *bogatъ, przy czym zjawisko to nie występuje w najbardziej zachodnim punkcie Rezji (miejscowość Bela), gdzie mówi się bogȁt[9],
- przejście *ľ do j, np. jûde ‘ludzie’, kráj ‘król’, por. słoweń. ljudje, kralj[9]
- przejście wygłosowego -m w -n, np. tan ‘tam’, v́în ‘wiem’, žanán ‘żonom, kobietom’ < psł. *tamo, *věmь, *ženamъ, podobnie jak w wielu innych dialektach słoweńskich i czakawskich, na skutek kontaktu z żywiołem romańskim[9].

Do wyjątkowych cech morfologii dialektu rezjańskiego należą:
- formy wyrazów dúrε ‘drzwi’ < psł. *dvьri oraz dȁš, dȁžńa ‘deszcz, deszczu’ < psł. *dъždžь, *dъždža, wspólne z zilskim dəžń, dəžńa, przy czym forma dȁžńa ma według Frana Ramovša pochodzić z dysymilacji wcześniejszego *dъžďa, jeszcze sprzed ogólnosłoweńskiego przejścia *ď > j[3],
- podwojone przyimki typu sis~ziz ‘z’[9],
- zachowanie nieznanego pozostałym dialektom słoweńskim imperfektu, np. tóehon~tóešon ‘chciałem’ < psł. *xotěaxъ, mœhon~máhon ‘miałem’ < psł. *jьměaxъ, przy czym jeszcze na początku XIX wieku występowały formy bez kontrakcji, np. znáah ‘wiedziałem’ < psł. *znaaxъ, mœ́ah ‘miałem’ < psł. *jьměaxъ[8],
- jeszcze pod koniec XIX wieku zachowany był też aoryst, np. wzé ‘wziął’ < psł. *vъzę, ħardúh ‘(po)szedłem’ < psł. *grędoxъ, pridúh ‘przyszedłem’ < *pridoxъ[8].

W dziedzinie słownictwa charakterystyczna jest formacja liczebników od 40 do 90, np. štrêdi ‘40’, patẹrdú ‘50’ < psł. *čьtyre rędi, *pętь rędovъ. Oprócz tego występuje, podobne do francuskich liczebników typu quatre-vingt ‘80’ (dosłownie 4·20), liczenie dwudziestkami, np. dwákrat dwúi̯sti ‘40’, štírikrat dwúi̯sti ‘80’, tríkrat dwúi̯sti anu dœ̀sat ‘70’. Podobne sposoby liczenia są nieznane nie tylko pozostałym dialektom słoweńskim, ale też całej słowiańszczyźnie, jeśli nie liczyć blisko spokrewnionego z rezjańskim dialektu terskiego. Poza tym słownictwo rezjańskie zawiera wiele pożyczek friulskich.